# Apagão no Brasil em 2023

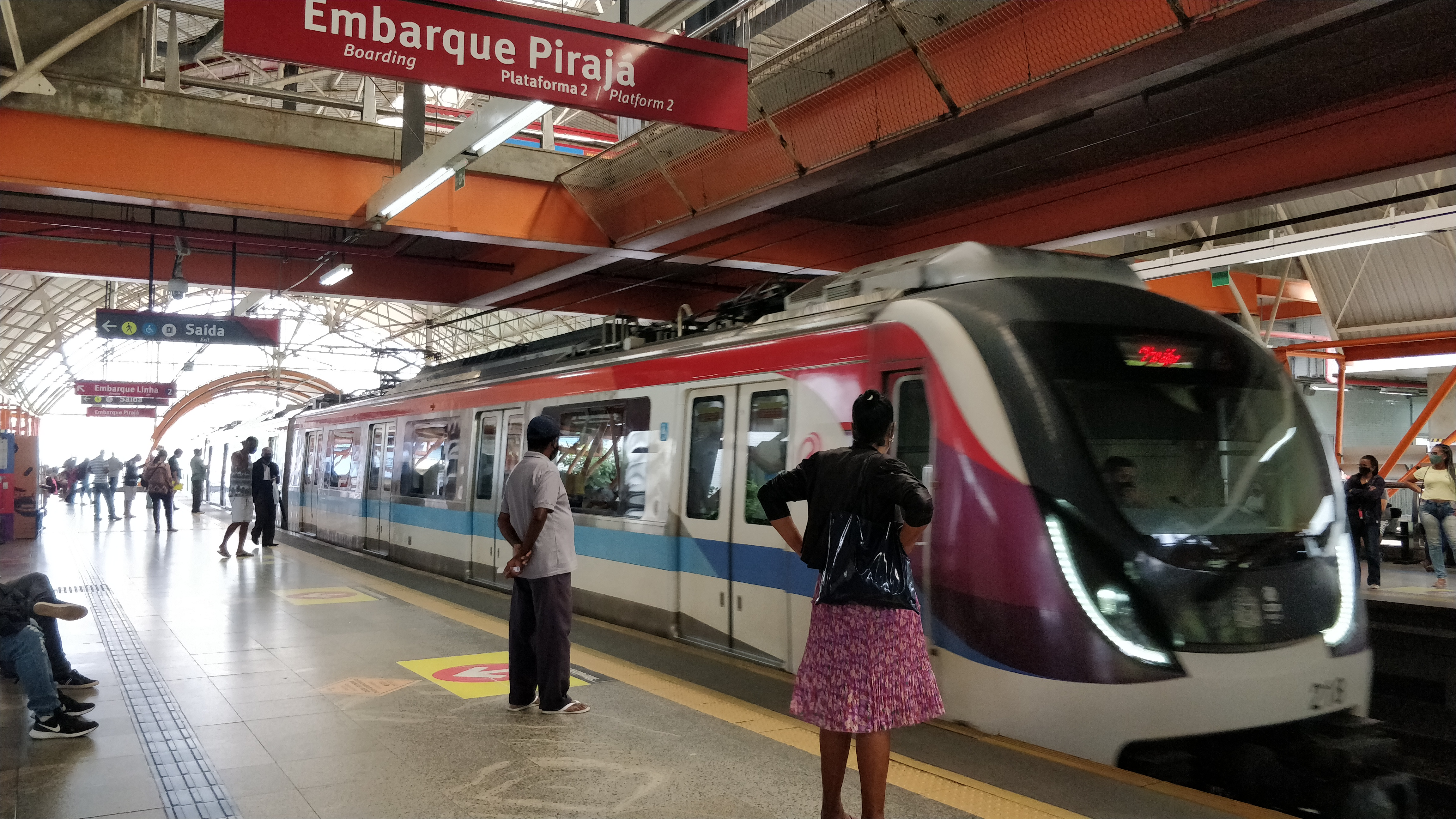
O Metrô de Salvador (na imagem, um trem do sistema) teve suas operações suspensas devido ao apagão

O apagão no Brasil em 2023 teve início às 08h31min (UTC-03:00) de 15 de agosto, uma terça-feira, em decorrência da abertura da interligação Norte-Sudeste, a qual gerou uma interrupção de 16 mil MW de carga em todo o país. Essa abertura era uma manobra proposital, porém não era previsto um desabastecimento na escala em que ocorreu. O blecaute foi observado em todas as unidades federativas do país, exceto Roraima (pois o estado não participa do Sistema Interligado Nacional), porém a Região Norte foi a mais atingida e o Sul a menos afetada. No Acre a falta de energia começou a ser relatada antes do apagão nacional. Pelo menos 29 milhões de pessoas foram afetadas. A Agência Nacional de Energia Elétrica (ANEEL) classificou a crise como um "evento de grande porte".
Segundo o Operador Nacional do Sistema Elétrico (ONS), houve uma perda de 25,9% da energia do Sistema Interligado Nacional em 10 minutos. Na Região Norte a queda nesse período chegou a 83,8% de sua normalidade, no Nordeste 44,4%, no subsistema Sudeste-Centro-Oeste 19% e no Sul 15,5%. A carga começou a ser restabelecida dez minutos depois, às 08h41min, mas uma hora após o início da crise ainda não havia se recomposto totalmente.
Às 10h51min, o Ministério de Minas e Energia afirmou que a totalidade das cargas das regiões Sul, Sudeste e Centro-Oeste havia sido retomada. Às 12h30min, estavam recompostas 41% da carga da Região Norte e 85% do Nordeste, com situação normalizada em todas as capitais nordestinas. O ministério afirmou que o sistema de energia foi restabelecido às 14h30min, porém ainda havia relatos de localidades sem energia nas regiões Norte e Nordeste e em Santa Catarina após as 15 horas. O motivo dado pelo ministro de Minas e Energia Alexandre Silveira em coletiva de imprensa é que as empresas distribuidoras demoram um pouco para transformar a energia de alta tensão em energia de baixa tensão.

## Consequências

Unidades federadas afetadas pelo apagão.

Linhas de trem e metrô foram paralisadas em cidades como Belo Horizonte, Salvador e São Paulo, enquanto o comércio das áreas atingidas teve o atendimento prejudicado. O Metrô de Salvador foi paralisado e precisou ser evacuado, com suas operações suspensas. Empresas que não possuem geradores particulares precisaram suspender o atendimento. Engarrafamentos de trânsito em capitais do Norte e do Nordeste foram atribuídos ao apagão, em função dos semáforos desligados. No Amapá e no Piauí escolas e faculdades suspenderam as aulas devido à falta de energia. O blecaute também prejudicou o abastecimento de água no Amapá e no Pará.
Também foram relatadas falhas de sinal em celulares, com lapsos nos serviços de telefonia. As redes da Claro, da TIM Brasil e da Vivo ficaram fora do ar em parte do Brasil, de acordo com relatos publicados nas redes sociais e na plataforma DownDetector.
Em nota divulgada na manhã do acontecimento, o Operador Nacional do Sistema Elétrico ainda desconhecia a causa exata do apagão e estava investigando. A Agência Brasileira de Inteligência (ABIN) foi acionada para auxiliar nas investigações. O ministro de Minas e Energia, Alexandre Silveira, criou um gabinete de crise para acompanhar a situação e no final do dia concedeu uma coletiva de imprensa a respeito dos fatos. Na ocasião, alegou que foi pedido à Polícia Federal que também se envolva na apuração do caso.
No dia seguinte, o ministro Alexandre Silveira afirmou que o apagão se iniciou com uma falha em linha de transmissão no sistema da Companhia Hidrelétrica do São Francisco (Chesf), que é controlada pela Eletrobras, mas que este fato isoladamente não explicaria o desligamento na proporção que ocorreu. Após o ocorrido atores políticos, como Janja da Silva e o Movimento dos Atingidos por Barragens (MAB), relembraram a privatização da Eletrobras, ocorrida no ano anterior, durante o governo Jair Bolsonaro. O MAB criticou a falta de controle do governo sobre o sistema energético nacional, causado pela privatização e consequentemente pela operação das usinas e linhas de transmissão serem de responsabilidade do Operador Nacional do Sistema (ONS), um órgão privado. No dia 17, as ações da Eletrobras que ainda estão sob controle do governo foram retiradas do Programa Nacional de Desestatização em decreto assinado pelo presidente Lula.